# Emerick Setiano
Emerick Setiano (Angers, 19 luglio 1996) è un rugbista a 15 francese, che gioca come pilone nel Tolone in Top 14.

## Biografia
Nativo di Angers, Setiano proviene da una famiglia di rugbisti originaria di Wallis e Futuna. Fin dall'infanzia praticò il rugby, dapprima nel SCO Angers e poi nel Tours. Nel 2014 passò all'accademia giovanile del Tolone. Fece il suo esordio in prima squadra nella sfida con lo Stade français valida come undicesima giornata del Top 14 2016-2017. Dopo un progressivo ambientamento divenne il pilone destro titolare del club nella stagione 2018-2019. L'annata successiva disputò la sua prima finale subentrando dalla panchina nella sconfitta contro Bristol in Challenge Cup.
A livello internazionale, Setiano giocò con la selezione francese under-20 il Sei Nazioni ed il mondiale di categoria del 2016. Nonostante non avesse nessuna presenza internazionale, il commissario tecnico della Francia Jacques Brunel lo selezionò nel gruppo allargato per la Coppa del Mondo di rugby 2019. Fece il suo debutto internazionale nella prima amichevole preparatoria contro la Scozia dell'agosto 2019; successivamente disputò anche le due successive. Incluso nei convocati definitivi per il mondiale, scese in campo in tre incontri, collezionando la sua prima apparizione come titolare contro gli Stati Uniti nella fase a gironi.
Setiano può vantare tre presenze nei Barbarians francesi ottenute tra il novembre 2017 ed il giugno 2018.

## Palmarès
- Challenge Cup: 1
Tolone: 2022-23